# Tigrioides leucanioides
Tigrioides leucanioides är en fjärilsart som beskrevs av Walker 1862. Tigrioides leucanioides ingår i släktet Tigrioides och familjen björnspinnare. Inga underarter finns listade i Catalogue of Life.